# シャルル・トラオレ
シャルル・トラオレ（Charles Traoré、1992年1月1日 - ）はマリ共和国のサッカー選手。ポジションはDF。SCバスティア所属。

## 経歴
2015年8月、トロワACに入団。
2018年8月31日、古巣のFCナントに3年契約で移籍した。

### 代表歴
マリにルーツを持つ両親のもとに生まれているため、マリ代表に召集される権利を持つ。2016年5月27日、ナイジェリア代表との親善試合でA代表デビュー。